# Tchula
Tchula est une ville américaine située dans le comté de Holmes, dans l'État du Mississippi.

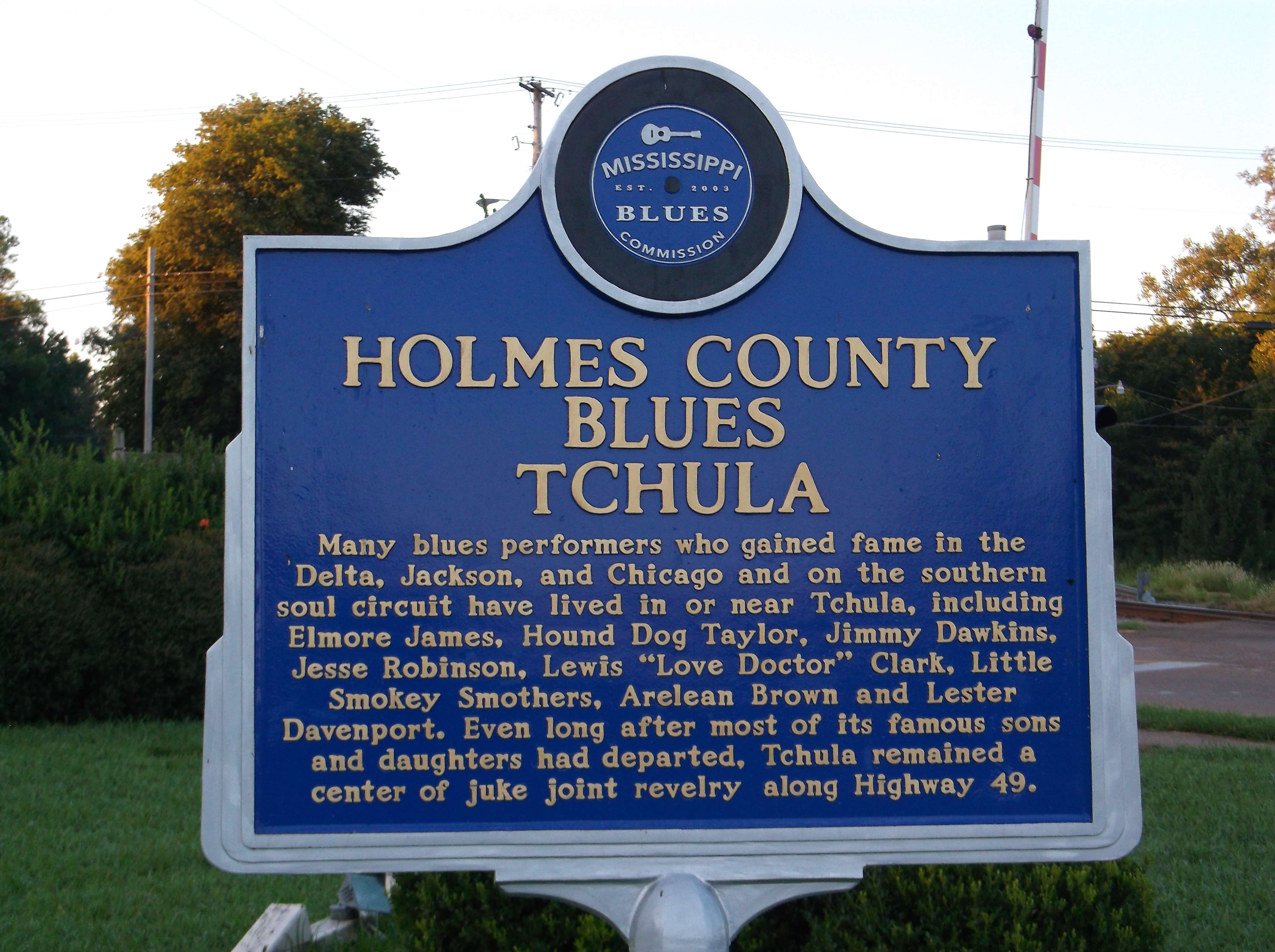
Sentier Blues du Mississippi

Selon le recensement de 2010, Tchula compte 2 096 habitants. La municipalité s'étend sur 1,44 milles carrés (3,73 km2), dont 1,41 milles carrés (3,65 km2) de terres.